# Jubbulpore Gun Carriage Factory Monorail

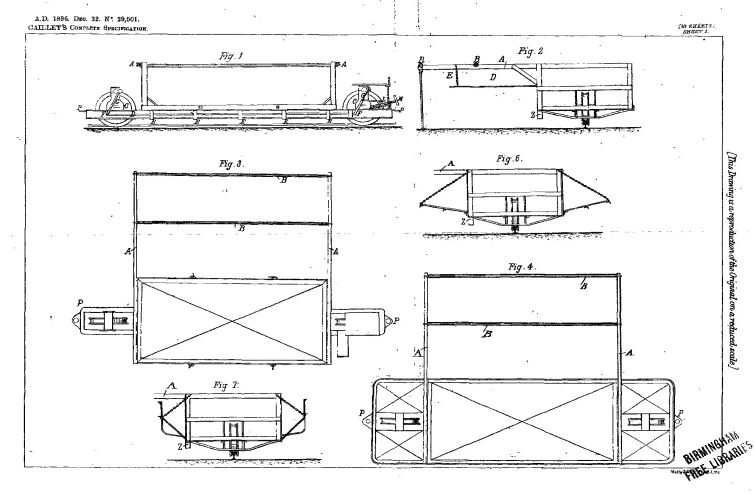
„Caillet-System,“ Skizze aus der Patentanmeldung von 1897

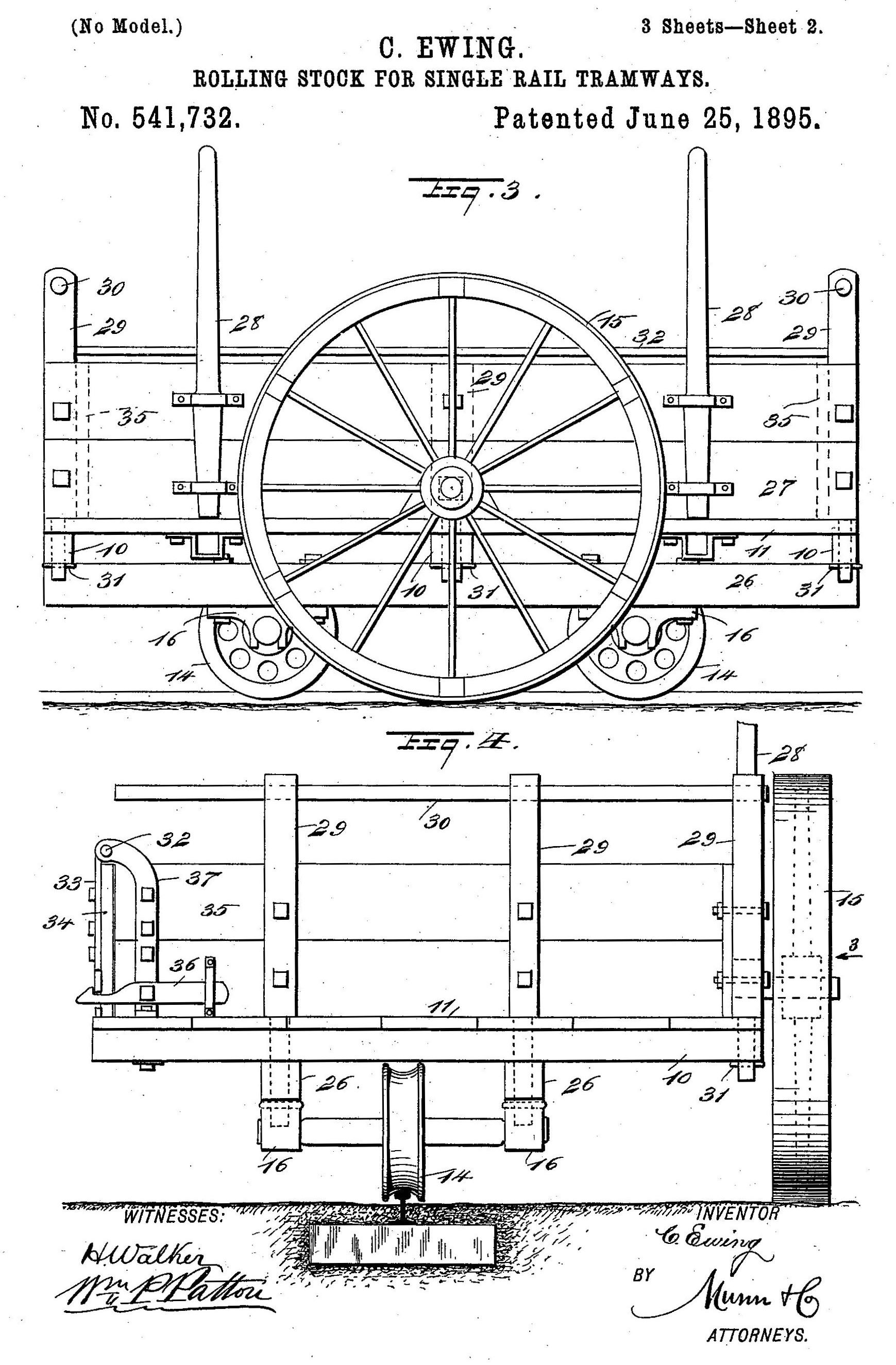
„Ewing-System,“ Skizze aus Patentanmeldung von 1895

Die Jubbulpore Gun Carriage Factory Monorail bestand aus zwei unterschiedlichen Einschienenbahnen, die 1901–1902 beim Bau der Munitionsfabrik in Jubbulpore gebaut wurden, um die Vor- und Nachteile des „Caillet-Systems“ und des „Ewing-Systems“ miteinander zu vergleichen.

## Caillet-System und Ewing-System
Das Caillet-System bestand aus 16 km (10 Meilen) Caillet-Schienen sowie sechs Kipploren, einer Langholzlore und einem Flachwagen, die beim Bau der Fabrik, die 1904 fertiggestellt wurde, eingesetzt wurden. Das Ewing System verlief über eine Länge von 3,2 km (2 Meilen) vom Güterbahnhof der Great Indian Peninsula Railway (GIPR) zur Fabrik. Die Schienenfahrzeuge wurden auf beiden Strecken von Hand geschoben. Infolgedessen sanken die Preise der Fuhrwerke aufgrund der Konkurrenzsituation, aber konventionelle Ochsenkarren waren weiterhin in Betrieb. Auf dem Fabrikgelände verzweigte sich die Bahn in eine Strecke zum Wareneingang und eine Strecke für Erd- und Gesteinsbewegung.
Die Ingenieure meinten, dass eine Einschienenbahn unter den vorgegebenen Umständen schnell und kostengünstig ohne spezielle Kenntnisse verlegt werden konnte. Sie konnte mit engen Radien ohne perfekten Oberbau verlegt werden. Sie führte nur zu minimaler Störung anderer Straßenbenutzer. Die Arbeiter mochten die Loren des Caillet Systems aber nicht, weil sie schwer zu bedienen seien. Ausgebildete Wagenführer waren erforderlich, und es gab mindestens einen schweren Unfall.
Die Schlussfolgerungen der Untersuchung waren wie folgt:
- Die Loren des Caillet-Systems waren auf den Gefällstrecken leichter unter Kontrolle zu halten, aber sie erforderten geschulte Bediener. Ihr Betrieb war ermüdend und daher gefährlich. Außerdem wurden die gleichen Schwierigkeiten wie beim Betrieb der Kundala Valley Railway beobachtet. Um Zugtiere einzusetzen, hätte der Verbindungsrahmen umgebaut werden müssen, und sie konnten nicht zu Zügen zusammengestellt werden.

- Die Loren des Ewing-Systems waren, insbesondere durch ungeschultes Personal, leichter zu betreiben und ließen sich leicht aneinander kuppeln. Der Kraftaufwand war wegen des Stützrades höher. Aufgrund des großen Stützrades ließen sie sich auch nur von einer Seite beladen. Die Loren wurden nicht für die Erdbewegungsarbeiten eingesetzt, und es wurde in Frage gestellt, ob sie sich im unebenen Gelände bewährt hätten.

Als Resultat der Untersuchung wurde das Ewing-System bevorzugt, und weitere Loren wären bestellt worden, wenn nicht die Breitspur-Stichstrecke der GIPR die Fabrik bereits 1903 erreicht hätte. Major Edgell äußerte etwas missverständlich, dass eine zweischienige bzw. zweigleisige Nebenbahn („a two-line light railway“) am besten sei, aber die Einschienenbahn sei sehr flexibel.

## Pläne für ein weiteres Einschienenbahn- oder Schmalspurbahn-Projekt
Darüber hinaus wurde vorgeschlagen, eine weitere 6,4 km (4 Meilen) lange Einschienenbahn zur Backsteinfabrik zu verlegen, aber die Besitzer wollten sie nicht betreiben. Im Bericht wurde aufgeführt: „Da sich der Backsteinhersteller weigert, die Strecke für seine Backsteine zu verwenden, weil die Fuhrwerk-Arbeiter schon mehr als genug Ärger bereiteten, wurde keine Strecke zu den Backsteinfeldern verlegt.“ Zu einem späteren Zeitpunkt wurde wohl der Bau einer Schmalspurbahn erwogen, aber nicht durchgeführt.